# (27466) Cargibaysal
(27466) Cargibaysal est un astéroïde de la ceinture principale d'astéroïdes.

## Nom
L'astéroïde est nommé d'après Cargi Baysal. La citation de nommage est la suivante :

« Cargi Baysal a encadré un finaliste lors du 2011 Broadcom MASTERS, une compétition de mathématiques et de science pour les étudiants de middle school (équivalent du collège en France). Il enseigne à l'École de science et de technologie de Corpus Christi, au Texas. »

— Minor Planet Circular 77505

## Description
(27466) Cargibaysal est un astéroïde de la ceinture principale d'astéroïdes. Il fut découvert le 5 avril 2000 à Socorro (Nouveau-Mexique) par le projet LINEAR. Il présente une orbite caractérisée par un demi-grand axe de 2,55 UA, une excentricité de 0,14 et une inclinaison de 9,4° par rapport à l'écliptique.

## Compléments